# Francisco I. Madero (Reforma)
Francisco I. Madero es una localidad del municipio de Reforma ubicado en el noroeste del estado mexicano de Chiapas.

## Geografía
La localidad de Francisco I. Madero se sitúa en las coordenadas geográficas 17°48′03″N 93°08′37″O / 17.800833, -93.143611, a una elevación de 41 metros sobre el nivel del mar.

## Demografía
Según el Conteo de Población y Vivienda 2020, efectuado por el Instituto Nacional de Estadística y Geografía, la localidad de Francisco I. Madero tiene 218 habitantes, de los cuales 127 son del sexo masculino y 91 del sexo femenino. Su tasa de fecundidad es de 2.49 hijos por mujer y tiene 66 viviendas particulares habitadas.
| Gráfica de evolución demográfica de Francisco I. Madero entre 1940 y 2020 |
|                                                                           |
| INEGI.                                                                    |